# Parque nacional de Gobi Gurvansaiján
El Parque Nacional de Gobi Gurvansaiján (del mongol: Говь Гурвансайхан байгалийн цогцолборт газар) es un parque nacional localizado al suroeste de Mongolia. Este parque se estableció en 1993, y llegó a su tamaño actual en 2000. Tiene un área de unos 27 000 km² es el más grande de Mongolia. 
Debe su nombre a las Montañas de Gurvansaiján (en mongol: Гурван Сайхан, «tres bellezas», de las cordilleras oriental, media y occidental, que forman la parte este del parque). 
El parque se sitúa en el límite norte del desierto del Gobi y sus elevaciones más altas tienen zonas de estepa. Existen numerosas especies animales y vegetales autóctonas como el irbis o el camello del Gobi. También hay áreas de dunas de arena, como las famosas de Jongoryn Els (las arenas cantantes). Otra atracción turística es el valle de Yolyn Am, que presenta una larga área de hielo casi todo el año. 
Se puede llegar al parque a través del pueblo de Dalanzadgad, accesible por el aeropuerto de Ulán Bator.

## Galería

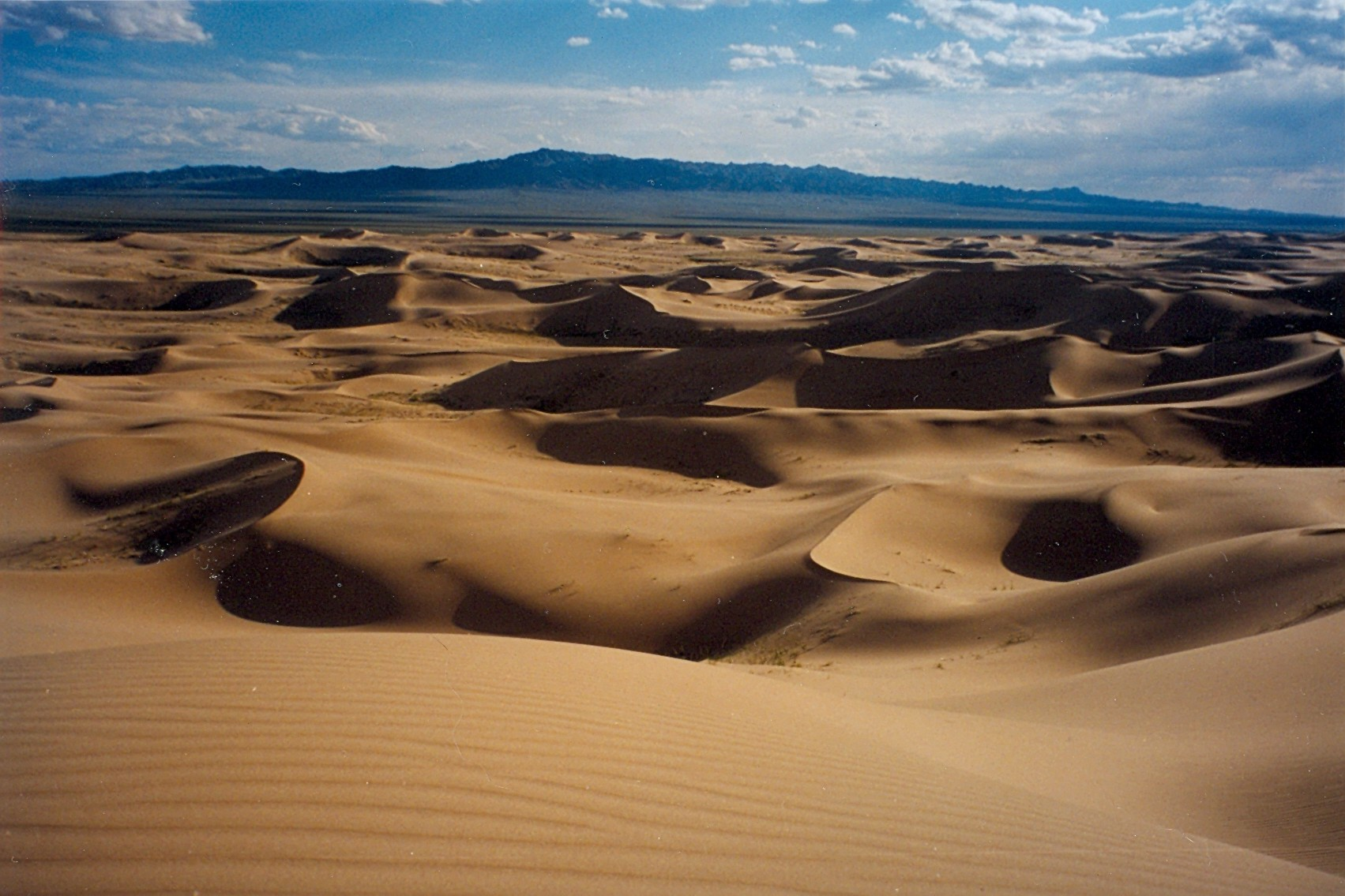
Dunas del Khongoryn Els
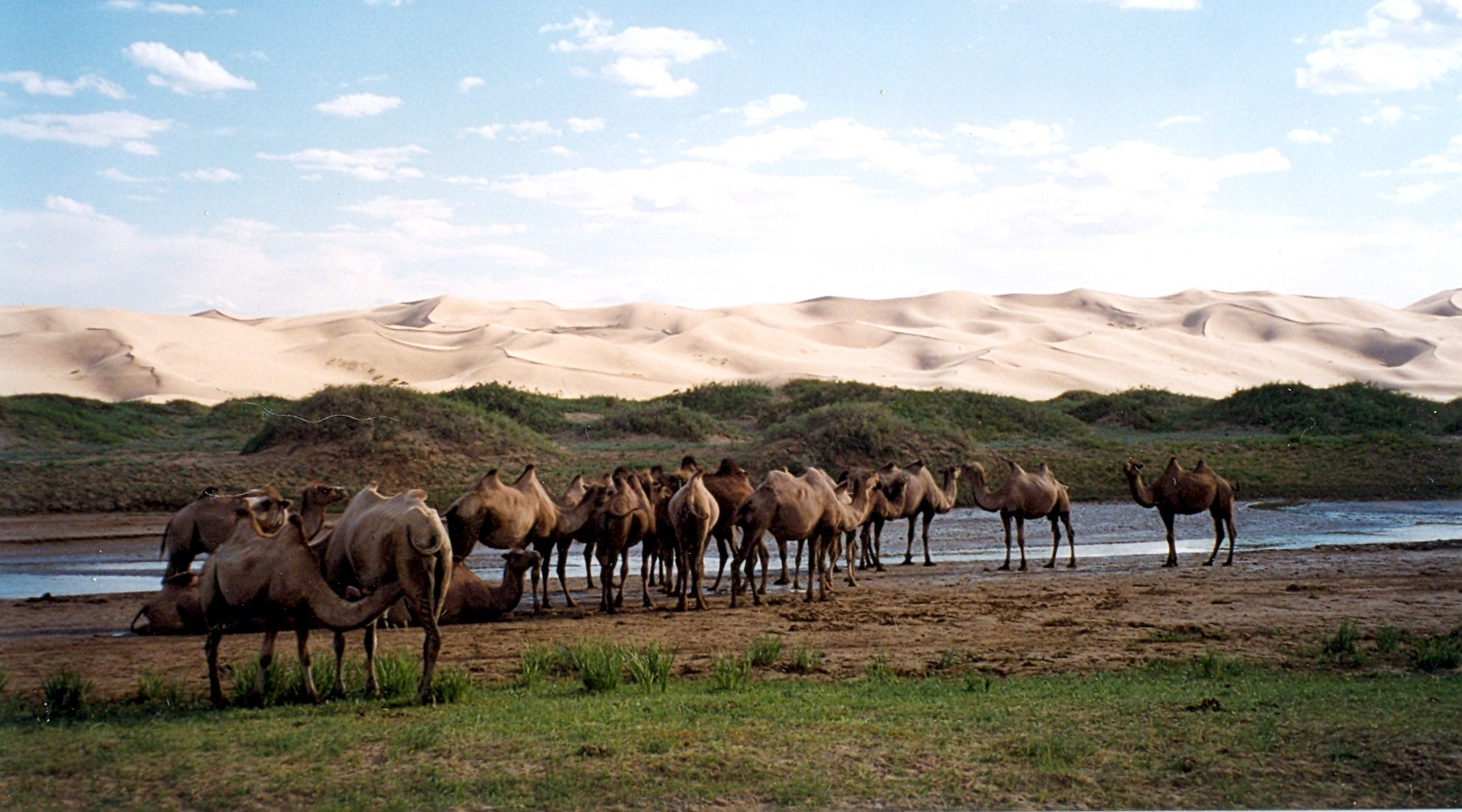
Camellos del Gobi
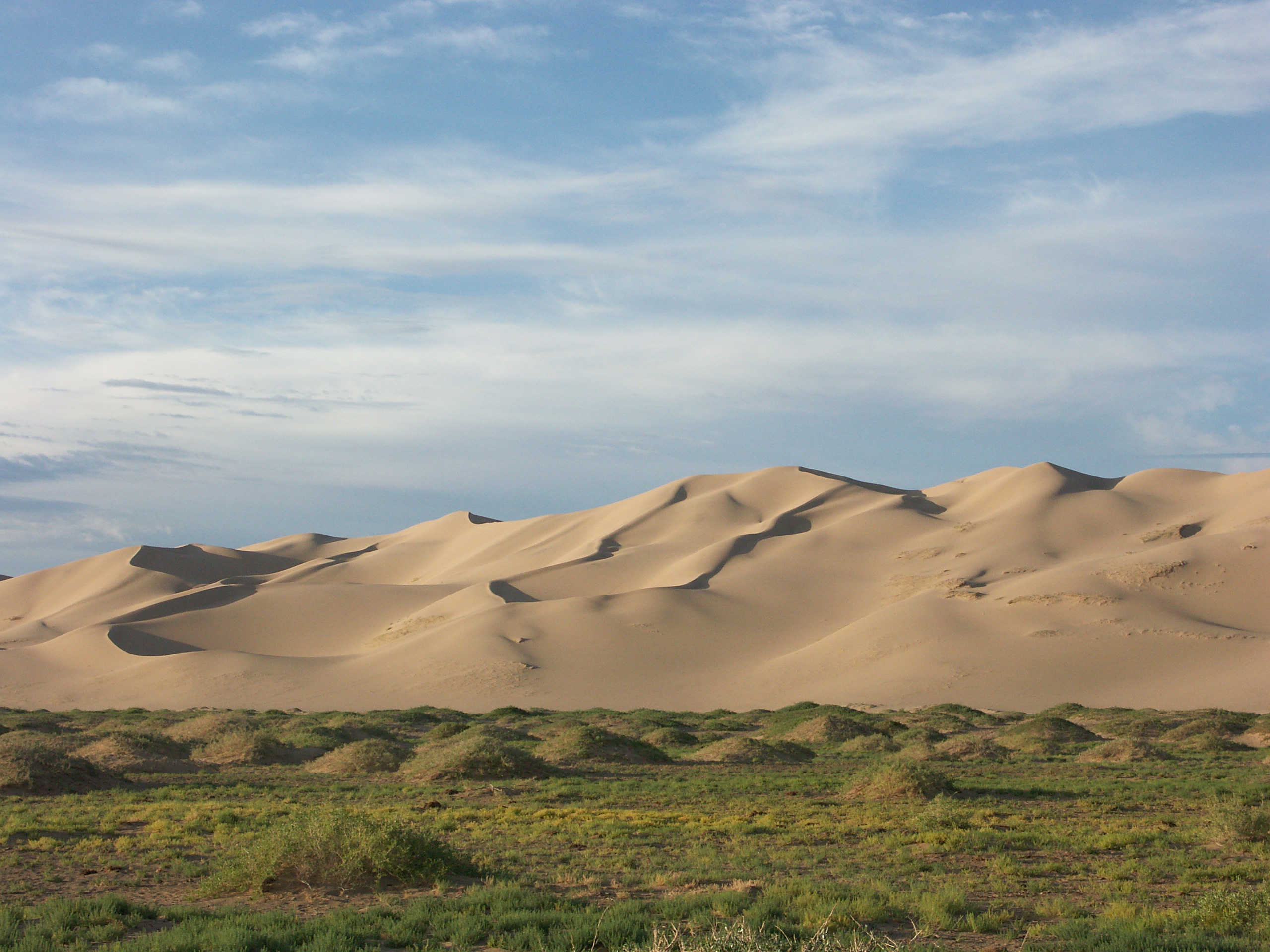